# هالینا زاخارووا
هالینا زاخارووا (اوکراینی: Галина Петрівна Захарова؛ زادهٔ ۲۲ مارس ۱۹۴۷) بازیکن هندبال اهل اتحاد جماهیر شوروی سوسیالیستی بود.